# KT Tunstall’s Acoustic Extravaganza
A KT Tunstall's Acoustic Extravaganza KT Tunstall skót énekes-dalszerző második albuma. Eredetileg 2006. május 5-én jelent és csak honlapján keresztül volt elérhető. A CD mellett van egy DVD is, ami tartalmazza az album készítéséről szóló részt, bemutatja a dalokat és KT felszerelését, az AKAI E2 headrush loop pedal-t is, ami Wee Bastard néven ismert.
A Universe & U akusztikus változata szerepelt a Grace Klinika második szériájának egyik epizódjában, és fönn van a Volume 2 Soundtrack lemezen.
A Golden Age című dal egy Beck-feldolgozás a 2002-es Sea Change albumról.
Az albumon „Figyelem, szókimondó szövegek” jelzés van az első dalban elhangzó trágár szavak miatt.

## Dalok
CD
1. Ashes – 3:34
2. Girl and the Ghost – 4:14
3. One Day – 5:02
4. Golden Age – 5:00
5. Boo Hoo – 4:56
6. Gone to the Dogs – 3:59
7. Change – 3:44
8. Miniature Disasters – 4:32
9. Universe & U – 4:31
10. Throw Me a Rope – 3:43

DVD
1. Five Go to Skye (Making the Album) - az album készítése
2. Gone to the Dogs
3. Throw Me a Rope
4. The Wee Bastard Pedal
5. Out-takes

## Munkatársak
- KT Tunstall – ének, gitár
- Luke Bullen – dob, ütőhangszerek, cajón
- Kenny Dickenson – trombita, háttérének, ütőhangszerek, glockenspiel, hammond orgona, melodika
- Arnulf Lindner – nagybőgő
- Sam Lewis – gitár
- Donna Maciocia – háttérének - a Amplifico frontembere
- Chris Harley – keverő

## Külső hivatkozások
- KT Tunstall hivatalos honlapja
- Az Amplifico hivatalos honlapja